# Razole, East Godavari
Razole hay Rajolu là một mandal thuộc huyện East Godavari, bang Andhra Pradesh, Ấn Độ.